# Київський коледж будівництва, архітектури та дизайну
kkbad.com.ua — офіційний сайт «Київський коледж будівництва, архітектури та дизайну». 
Київський фаховий коледж архітектури, будівництва та управління — державний вищий навчальний заклад I рівня акредитації, підпорядкований Міністерству освіти і науки, молоді та спорту України. Заснований 1946 року.

## Історія
КФКАБУ засновано 1946 року як Гірничий технікум, згодом — Київський будівельний технікум. 30 листопада 2007 року перейменовано в Київський коледж будівництва, архітектури та дизайну. Та нині в "Київський фаховий коледж архітектури, будівництва та управління" (КФКАБУ). З 1994 року керівництво навчальним закладом здійснює директор коледжу Булгаков Валерій Андрійович.

## Структура, спеціальності
Перелік спеціальностей:
- будівництво та експлуатація будівель і споруд;
- виготовлення деталей та залізобетонних конструкцій;
- монтаж і технічне обслуговування внутрішніх санітарно-технічних систем і вентиляції;
- технологія деревообробки;
- бухгалтерський облік;
- фінанси та кредит;
- оцінювальна діяльність;
- архітектура будівель і споруд;
- зелене будівництво та садово-паркове господарство;
- газове постачання.

Формат навчання — денна, заочна.
Має гуртожиток, бібліотеку та читальний зал на 50 місць, фізкультурно-оздоровчий комплекс загальною площею 1547 м².

## Відомі випускники
- Єхануров Юрій Іванович
- Омельченко Олександр Олександрович
- Шилюк Петро Степанович, Герой України
- Бойко Петро Тодосьович
- Брондуков Борислав Миколайович
- Грєбєнніков Володимир Григорович, архітектор

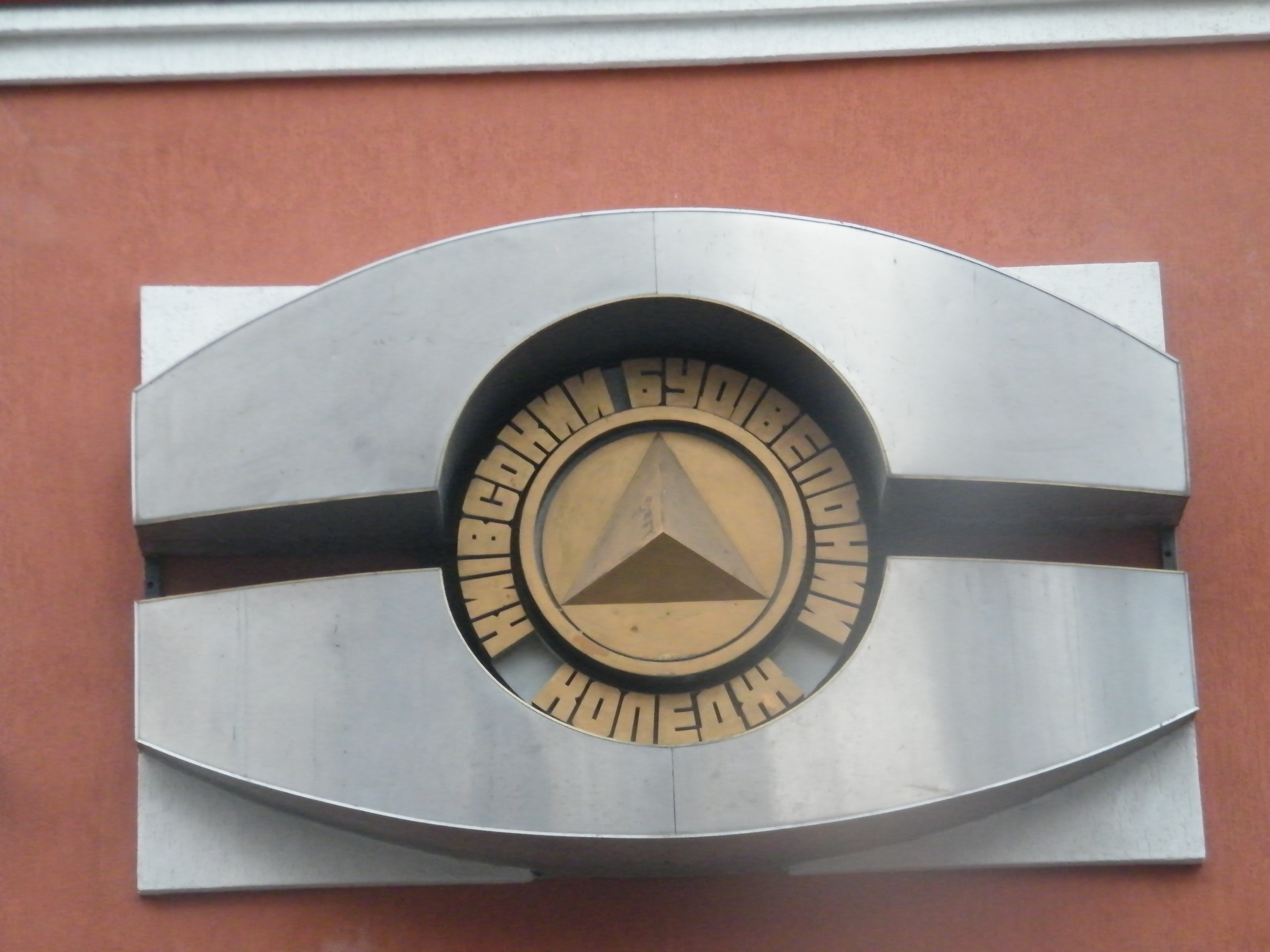
Емблема на коледжі
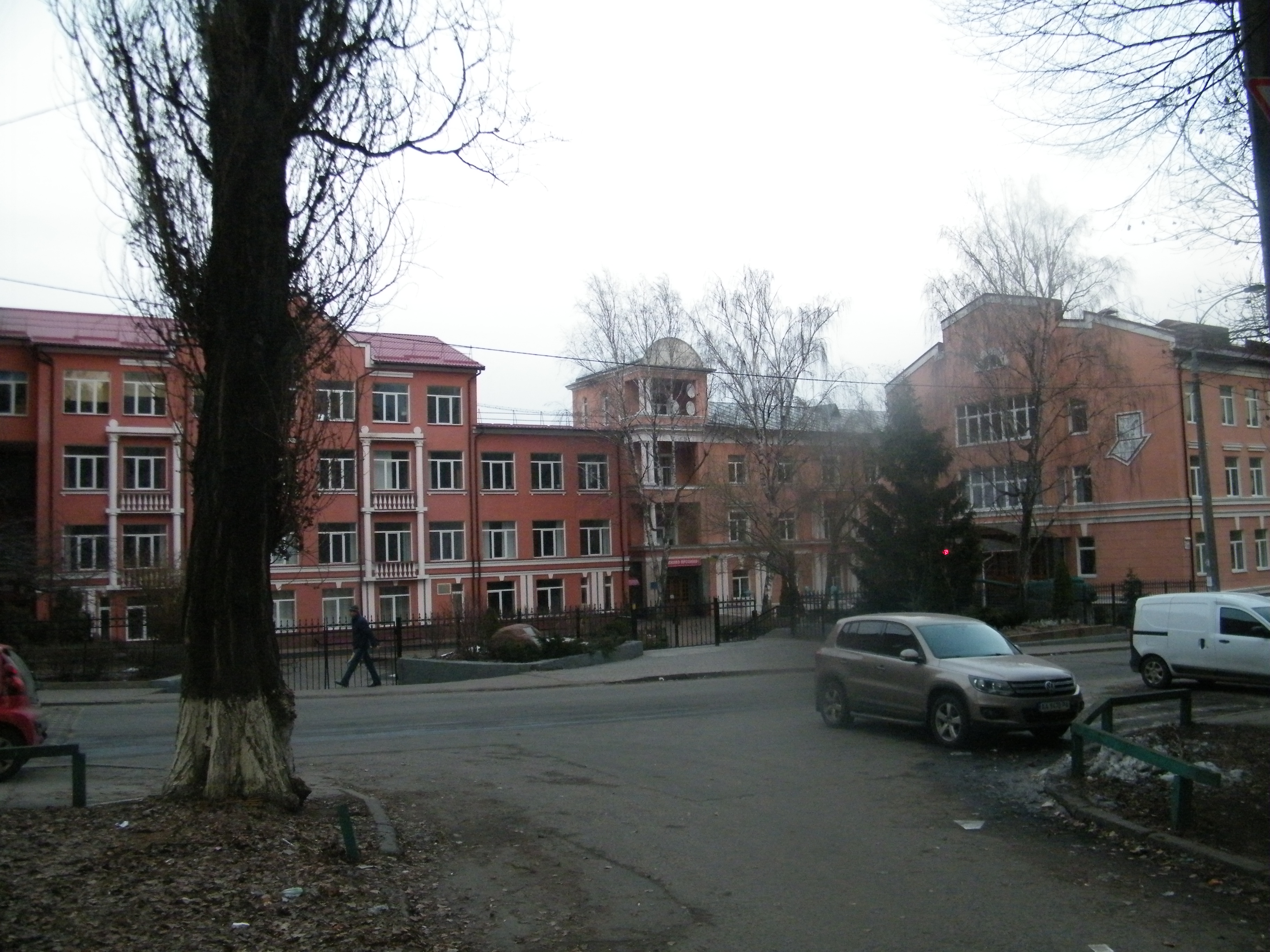
Вид з вулиці Гладківської
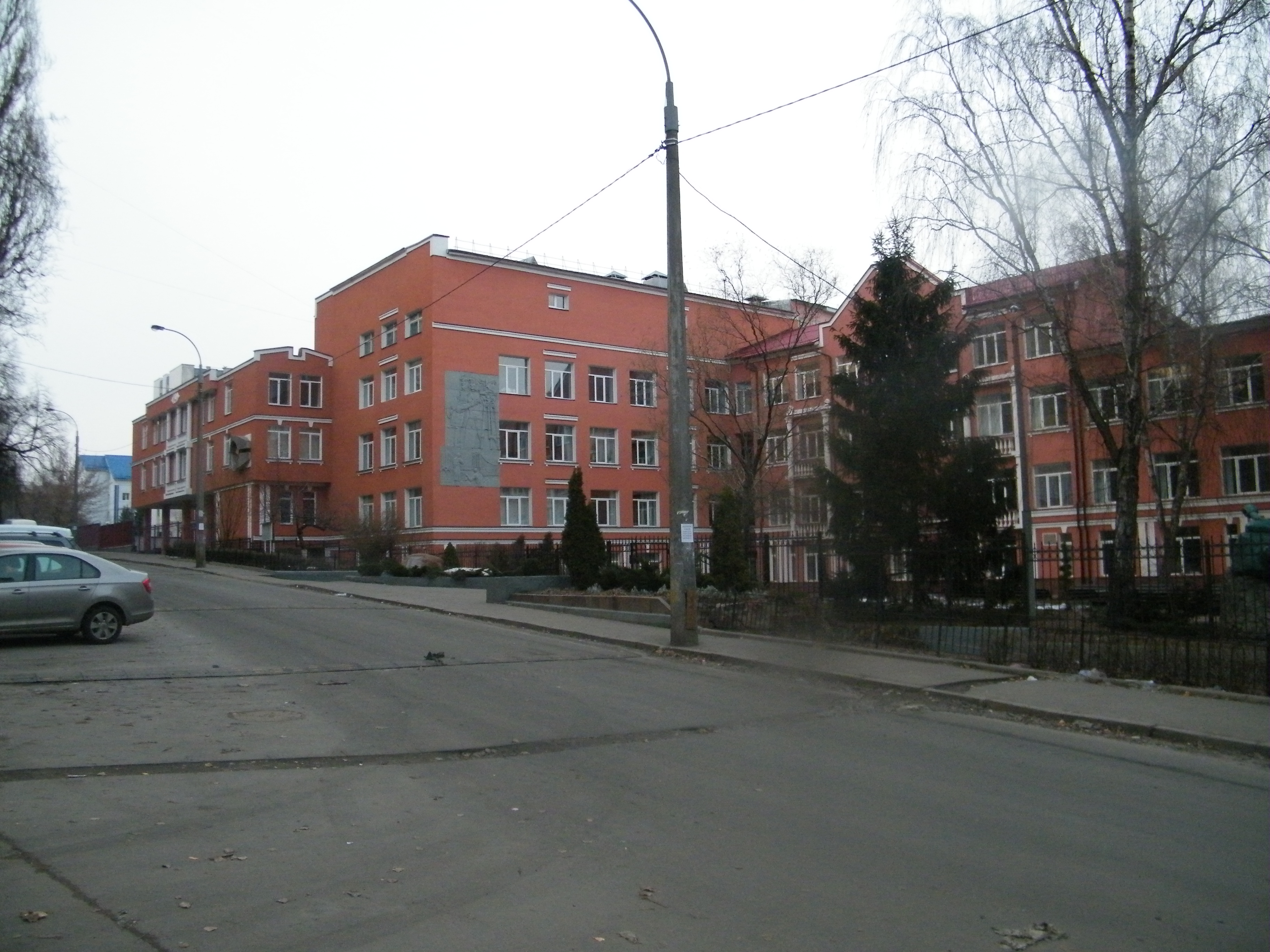
Вид з вулиці Стадіонної